# Jockis museijärnväg
| Station on transverse track |

| Head station |

| Stop on track |

| Stop on track |

| Unknown BSicon "eABZg+l" |

| Stop on track |

| Station on track |

| Stop on track |

| Stop on track |

| Stop on track |

| Unknown BSicon "KBHFxe" |

| Station on transverse track |

| Head station |

| Stop on track |

| Stop on track |

| Unknown BSicon "eABZg+l" |

| Stop on track |

| Station on track |

| Stop on track |

| Stop on track |

| Stop on track |

| Unknown BSicon "KBHFxe" |

Jockis museijärnväg (finska: Jokioisten Museorautatie) befinner sig i kommunerna Jockis och Humppila i västra Tavastland. Den är den enda bevarade finländska smalspåriga järnvägen (spårvidd 750 mm) med tidigare allmän gods- och persontrafik. Ursprungligen sträckte sig linjen ända till Forssa.

## Historik
Den smalspåriga järnvägen mellan Humppila och Forssa (via Jockis) öppnades den 9 december 1898. Då var sträckan 22,4 kilometer lång och det bedrevs huvudsakligen godstrafik. Till exempel fanns vid Forssa ett bomullsspinneri  och vid Jockis en metallfabrik, som behövde bättre transportmöjligheter för sina produkter till det bredspåriga järnvägsnätet (Humppila). Fram till 1940-talet trafikerades sträckan med ånglok och senare med diesellok under 1950- och 1960-talet. Den 31 mars 1974 nedlades godstrafiken på linjen och järnvägen revs mellan Forssa och Jockis.
År 1978 grundades Jockis museijärnväg.

## Bildgalleri

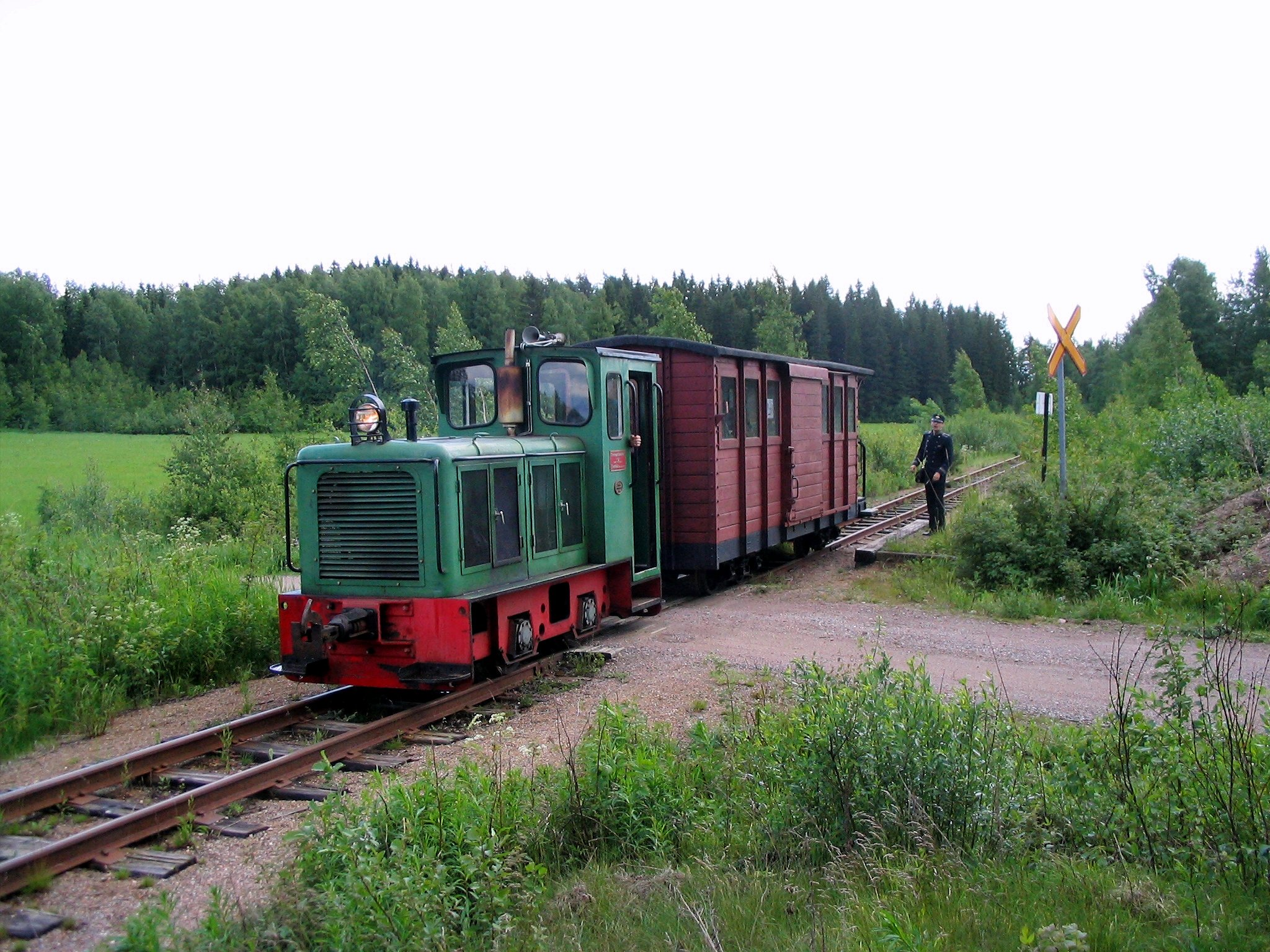
Schöma diesellok
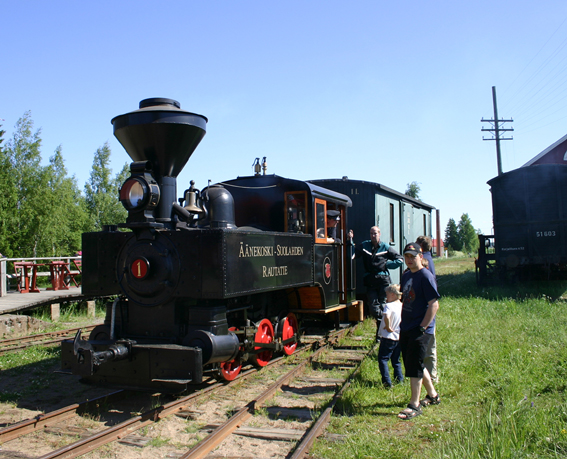
Lok nr 1 H.K. Porter, tillverkat av Porter Locomotive Factory i Pittsburgh, Pennsylvania, USA 1901, med tillverkningsnummer 2313.
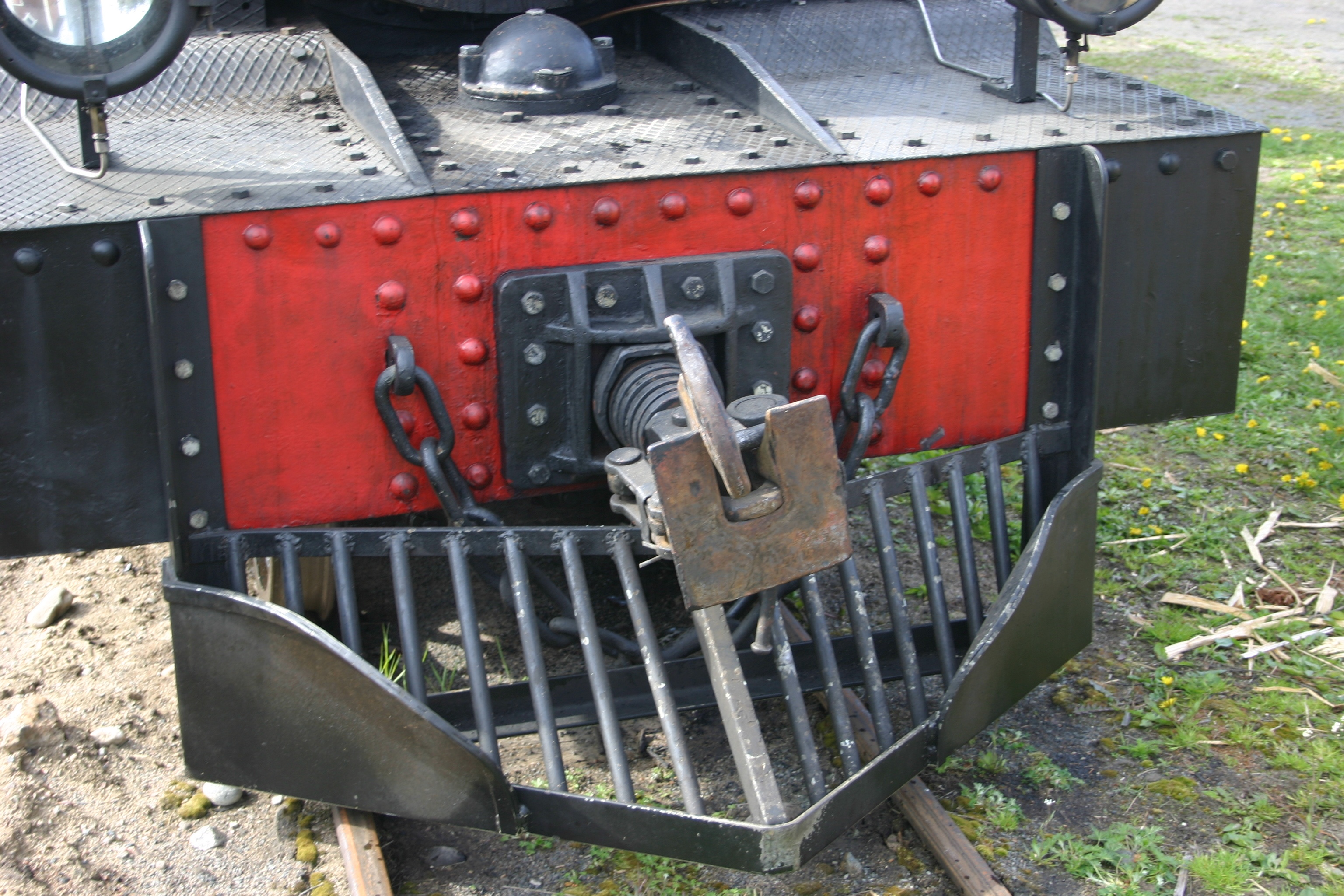
Boskapsplog på tidigare Lovisa-Vesijärvijärnvägens smalspårslok LWR 6 på Jockis museijärnväg i Tavastland, tillverkat av Tammerfors Pellavaja Rautateollisuus Oy Tampella lokomotivfabrik 1909